# Evangelický kostel ve Velké Lhotě (dolní kostel)
Evangelický kostel ve Velké Lhotě nebo též Dolní kostel ve Velké Lhotě je chrám Páně sboru Českobratrské církve evangelické ve Velké Lhotě. Stavba stojí v centru obce nedaleko tzv. Horního kostela. Kostel je chráněn v rámci areálu s názvem evangelický toleranční areál jako kulturní památka České republiky.

## Historie
Dolní nebo také starý kostel byl postaven v roce 1783; do současné podoby byl přestavěn v roce 1876. Byl původně luteránským kostelem a roku 1787 v obci vznikl i helvetský sbor, kdy oba sbory používaly jednu starší modlitebnu. Tu používaly až do roku 1873, kdy byl na protější straně silnice postaven (na základě tzv. Protestantského patentu z roku 1861, který umožnil stavět kostely i dalším církvím) tzv. nový nebo horní evangelický kostel.